# Брсник
Брсник (словен. Brsnik) — поселення в общині Костел, регіон Південно-Східна Словенія, Словенія. Висота над рівнем моря: 219,3 м.